# Alexander McQueen
Alexander McQueen (London, 1969. március 17. – London, 2010. február 11.) brit divattervező.

## Életpályája
1969. március 17-én született London egyik külvárosában. Családja igen szerény körülmények között élt, talán nem meglepő, hiszen hat gyereket neveltek fel, akik közül Alexander volt a legkisebb. Édesapja taxisofőrként dolgozott, édesanyja szociális munkásként. A Givenchy divatház későbbi designere először nővéreinek varrt ruhákat, tehetsége már akkoriban is megmutatkozott.
Mindössze tizenhat éves volt, amikor tanulónak szegődött a Savile Row egyik szalonjába. A szabóság vendégei közzé tartozott Mihail Gorbacsov és Károly herceg is, és számos alkalommal elégedetten távoztak Alexander McQueen által szabott és varrt öltönyben. Ezt követően rövid időre Japánba utazott, ahol Koji Tatsuno, majd 1992-től a milánói Reomeo Gigli asszisztense, akinél 1993-ban tervezi első kollekcióját. Egy évvel később már oktat, anélkül, hogy jómaga kijárta volna a Saint Martins College of Art and Design iskoláját. Az intézmény felkéri szabásminta-szerkesztő tanárának, majd a szabászati mesterképző vezetője lesz. Megszerzi a legrangosabb londoni művészeti főiskola designer-diplomáját.  
„Hasfelmetsző Jack” névre keresztelt vizsga kollekcióját Isabella Blow, a Tatlet magazin divatszerkesztője teljes egészében felvásárolta, és ő volt az, aki rávette McQueent, hogy középső nevének használata helyett inkább az Alexandert válassza. Első kollekciói sokkolták a nagyközönséget. Az angol divat huligánjának keresztelték, és az „enfant terrible”  (elviselhetetlen gyerek) jelzőt ragasztották rá megbotránkoztató bemutatói és kreációi miatt. Többször támadták azzal, hogy ruhái himsoviniszta eszméket, vérontást és fétisimádatot közvetítenek, egyik kollekciójának pl. Highland Rape (hegyvidéki erőszak) nevet adta. Így válaszolt az őt ért vádakra: "Ha akarnám, sem tagadhatnám le, hogy a ruháim erotikusak. De nem véletlenül: én erősnek tartom a nőket, és annak ellenére, hogy nem az átlagos férfi szemével nézek rájuk, úgy vélem, sokkal jobban áll nekik a szexi, mint a naiv stílus".
1996-ban a Givenchy-hez került. Az első bemutatójának ruháival saját maga nem volt megelégedve. Az 1997-es Vogue-ban azt nyilatkozta, hogy kreációi silányra, vacakra sikerültek. Két évre rá őszi-téli shown különös akcióra került sor: a hófehér ruhákra robotok fújtak festéket, miközben Aimee Mullins modell, akinek mindkét lábát amputálták, bonyolult faragású falábakon lépkedett végig a kifutón. Alexander előtt senki sem alkalmazott a bemutatón „testi hibás” modellt.
Givenchy nem volt megelégedve a divattervező munkájával, kifogásolták, hogy a tervező munkái nem adták vissza azt a stílust, amit annak idején Audrey Hepburn tett közismertté. A kifinomultságot elváró patinás Givenchynél a megalkuvásra képtelen, született polgárpukkasztó McQueen sem kiteljesedést, sem boldogságot nem talált.
Bár 1999-ben megalapította saját divatházát, 2001 márciusáig maradt a Givenchy divatháznál, ugyanis szerződése kötötte. "Már tisztában látom, milyen hibákat követtem el" - mondta az haute couture kalandról - "és belátom, hogy egyszer mindenkinek fel kell nőnie". E bölcsesség jegyében persze ugyanúgy sokkolta tovább a közönséget, de immár szabadon és csakis a saját nevében, az Alexander McQueen és az olcsóbb árfekvésű McQ márkajelzés alatt. 2000. decemberében a Gucci csoport vette meg a divatház 51%-át. További üzleteket nyitottak, így már szinte minden fontos nagyvárosban jelen lehettek: London, Párizs, New York, Boston, Los Angeles, Milánó, Róma, Cannes, Manchester, Athén, Moszkva, Tokió, Osaka, Hong Kong, Shanghai, Peking, Szöul, Jakarta, Bangkok és Taipei.
Alexander egyre népszerűbb lett a tengerentúlon: 2003-ban az Amerikai Divattervezők Szövetsége az év legjobb külföldi tervezőjévé avatja az anyjához felnőttként is szorosan kötődő designert. Aki sikerei csúcsán is rendszeresen visszajár a családi otthonba. Odahaza ő a "rózsaszín bárány" - akinek elfogadják a húszéves korától nyíltan vállalt homoszexualitását.
2000-ben minden botrány nélkül meg is házasodik: George Forsyth dokumentumfilmessel Ibiza partjainál, egy jachton megrendezett szertartáson fogadnak egymásnak örök hűséget. McQueen koszorúslánya Kate Moss szupermodell volt. 
Sokan úgy hiszik, hogy a népszerű fenegyerek halála mögött az elhunyt édesanyja iránti mérhetetlen fájdalom állt. Alexander egy nappal anyja temetése előtt, 2010 február 11-én, 40 éves korában lett öngyilkos. Felakasztva találtak rá gardróbjában. Az idegenkezűséget kizárták, illetve ezt támasztotta alá a designer búcsúlevele is: "Gondoskodjatok a kutyáimról".
Alexander McQueen egy héten belül mutatta volna be legújabb kollekcióját a Paris Fashion Weeken. Abban a londoni Szent Pál székesegyházban temették el, ahol hónapokkal később, az őszi Londoni Divathétre összegyűlt szakmabeliek és hírességek skót dudaszóval kísért gyászmisén emlékeztek meg minden idők egyik legprovokatívabb és legfantáziadúsabb divattervezőjéről. Ördögpata-szerű cipői, meseszerű ruhakölteményei a természet és ember kapcsolatát kísérelte meg reprezentálni. Ha ezekre a ruhákra nézek, kifinomultságot érzek és misztikumot. Alkotásai szürreálisak, így bármelyik fantasie– filmben megállná a helyét.
Halálát követően valóságosan megrohanták az Egyesült Államokban és Nagy-Britanniában az emléktárgyakra vágyó rajongók azokat a boltokat, ahol Alexander McQueen ruháit és kiegészítőit árusítják - közölték pénteken a kereskedők. "Először a halálfejes kendőket vitték, aztán a ruhákat, majd mindent, ami Alexanderrel kapcsolatba hozható" - mondta Kate Brindley, a londoni Liberty üzlet vezetője. Hasonló rohamról számolt be a londoni Selfridges áruház, és több New York-i üzlet is.

## Díjak
Négyszer (1996, 1997, 2001 és 2003) választották meg Nagy-Britannia legkiválóbb divattervezőjének. Magáénak mondhatta a szigetország egyik legmagasabb kitüntetését, a Brit Birodalmi Érdemrend parancsnoki keresztjét - Commander of the Order of the British Empire (CBE) érdemrendet is, amelyet II. Erzsébet adott át neki személyesen.